# Álgebra tensorial
Em matemática, a álgebra tensorial é (dentro da álgebra abstrata) uma construção de uma álgebra associativa {\displaystyle \scriptstyle ({\text{T}}(V),+,\otimes )} partindo de um espaço vetorial {\displaystyle \scriptstyle (V,\mathbb {K} ,+)} (sobre o corpo {\displaystyle \scriptstyle \mathbb {K} }). As álgebras tensoriais podem ser vistas como uma generalização do cálculo tensorial.